# Radioaktivnost
Radioaktívnost je pojav, pri katerem nestabilno atomsko jedro razpade. Pri razpadu nastane drugo jedro, obenem pa se sprosti še visokoenergijski delec. Snovi z nestabilnimi atomskimi jedri imenujemo radioaktivne snovi.
Radioaktivni razpad je stohastični (naključni) proces na ravni posameznega atoma. Skladno s kvantno mehaniko ni mogoče napovedati, kdaj bo določeno atomsko jedro razpadlo. Verjetnost, da jedro razpade, se s časom ne spreminja; vseeno je, koliko časa jedro že obstaja. Za velike skupine atomskih jeder pa lahko verjetnost za razpad skupine jeder izračunamo na osnovi izmerjenega razpolovnega časa. To je osnova radiometričnega datiranja. Zgornja in spodnja meja za razpolovni čas atomskih jeder nista znani; razpon izmerjenih vrednosti sega prek 55 velikostnih redov.
Obstaja veliko različnih vrst radioaktivnega razpada. Radioaktivni razpad  (izguba energije atomskega jedra) je rezultat procesa, v katerem se ena vrsta atomskih jeder, imenovana starševski radionuklid pretvori v jedro v drugem stanju, ali v jedro z drugačnim številom protonov in nevtronov. Nastalo jedro imenujemo hčerinski nuklid. Pri nekaterih razpadih sta starševski in hčerinski nuklid različna kemijska elementa, tako da pri jedrskem razpadu nastanejo atomi drugega kemijskega elementa. Pojav imenujemo jedrska transmutacija.
Prvi razpadni procesi, ki so jih odkrili, so bili razpadi alfa, beta in gama. Pri razpadu alfa atomsko jedro izvrže delec alfa (helijevo jedro). To je najpogostejši proces izsevanja nukleonov. Pri redkejših tipih razpada pa lahko atomsko jedro izseva protone ali v primeru klasterskega razpada kar cela jedra drugih kemijskih elementov. Pri razpadu beta se bodisi en proton v atomskem jedru pretvori v nevtron ali obratno, pri čemer se izseva elektron ali pozitron ter nevtrino. Jedro lahko tudi zajame elektron iz elektronske orbitale in ob tem v procesu, imenovanem ujetje elektrona, pretvori enega od protonov v jedru v nevtron. Vsi našteti procesi vodijo v dobro definirane jedrske transmutacije.
Poznamo tudi radioaktivne razpade, ki ne vodijo v jedrske transmutacije. Vzbujeno atomsko jedro lahko v procesu, imenovanem razpad gama, izseva energijo kot žarek gama, ali pa se ta energija uporabi za izbitje orbitalnega elektrona ob interakciji z vzbujenim jedrom; pojav imenujemo notranja konverzija. Visoko vzbujena jedra z veliko nevtroni, nastala kot produkt drugih vrst razpada, včasih izgubijo energijo z izsevanjem nevtrona, pri čemer se jedro pretvori v drug izotop istega kemijskega elementa.
Druga vrsta radioaktivnih razpadov vodi v razpadne produkte, ki niso določeni, ampak lahko zaobsegajo cel razpon delov prvotnega jedra. Pri tej vrsti razpada, imenovani spontana jedrska cepitev ali fisija, se težko nestabilno jedro spontano razcepi na dve (redkeje tri) manjši hčerinski jedri, pri čemer v splošnem pride tudi do izsevanja žarkov gama, nevtronov ali drugih delcev.
Na Zemlji je 29 radioaktivnih kemijskih elementov. Med radionuklidi teh elementov je 34 takšnih, ki so starejši od našega osončja, in so znani kot prvinski nuklidi. Znani primeri so uran in torij, a mednje sodijo tudi naravni dolgoživi radioizotopi, kot denimo kalij-40. Nadaljnjih približno 50 kratkoživih radionuklidov, ki jih najdemo na Zemlji – mednje sodita radij in radon – so členi v enem od radioaktivnih nizov, ki se začenjajo z enim od prvinskih nuklidov, ter kozmogenih procesov, kot je pretvorba dušika-14 v ogljik-14 pod vplivom kozmičnih žarkov. Radionuklidi so lahko umetno ustvarjeni v pospeševalnikih ali jedrskih reaktorjih. Približno 650 takšnih radionuklidov ima razpolovni čas daljši od ene ure, radionuklidov s krajšimi razpolovnimi časi pa je več tisoč.

## Odkritje
Radioaktivnost je bila prvič odkrita leta 1896, odkril pa jo je francoski znanstvenik Henri Becquerel, medtem ko je delal na fosforescentnih materialih. Ti materiali svetijo v temi po izpostavljenosti svetlobi, zato je mislil, da se svetijo v katodnih ceveh z žarki X, ki so povezani s fosforescenco. Materiali so bili zaviti na fotografsko ploščo v črni papir in so dajali različne fosforescentne pojave na njej. Vsi rezultati so bili negativni, dokler ni bila uporabljena uranova sol. Rezultat s temi spojinami je globoko počrnjenje. To sevanje so imenovali Becquerelovi žarki.
Kmalu je postalo jasno, da počrnjenje tablice ni imelo nič opraviti s fosforescenco, saj je plošča počrnila tudi v temi. Nefosforescentne soli urana in kovinskega urana so tudi počrnile ploščo. Očitno je obstajala neka oblika sevanja, ki gre lahko skozi papir in povzroča, da plošča postane črna.
Sprva se je zdelo, da je bilo novo sevanje podobno nedavno odkritim žarkom x. Nadaljnje raziskave, ki so jih izvedli Becquerel, Marie Curie, Pierre Curie, Ernest Rutherford in drugi, so pokazale, da je radioaktivnost bistveno bolj zapletena. Pojavijo se lahko različne vrste razpada, vendar je Rutherford prvi spoznal, da je hitrost razpada vseh takih elementov skladna z isto matematično - eksponentno - formulo. 
Raziskovalci so na začetku ugotovili, da je veliko drugih kemijskih elementov, ki imajo poleg urana radioaktivne izotope. Sistematično iskanje skupne radioaktivnosti v uranovi rudi je opravljala Marie Curie.

## Nevarnosti radioaktivnosti ter materialov
Nevarnosti radioaktivnosti in sevanja niso bili takoj priznane. Akutni učinki sevanja so bili najprej opaženi pri uporabi žarkov X, poskus je leta 1896 opravil električni inženir in fizik Nikola Tesla, ki je namerno izpostavljal prste žarkom X. Tesla je nato objavil svoje izsledke glede opekline, ki se je razvila in kasneje zacelila. 
Genetski učinki sevanja, vključno s povečanim tveganje raka, so bili priznani precej kasneje. Leta 1927 je Hermann Joseph Muller objavil raziskave, ki so kazale na telesne genetske učinke. Leta 1946 je bil za svoje ugotovitve nagrajen z Nobelovo nagrado.
Biološki učinki sevanja so bili znani, mnogi zdravniki in družbe so začele tržiti radioaktivne snovi, ki naj bi imele zdravilne učinke. Marie Curie je svarila pred to vrsto zdravljenja, saj učinki sevanja na človeško telo še niso bili dobro razumljeni. Domnevali so, da je Marie Curie kasneje umrla zaradi svojega dela z radijem, toda preizkusi njenih kosti so pokazali, da je imela nizko količino radija. Bolj verjeten vzrok je bila njena izpostavljenost žarkom X.

## Radioaktivni razpad
Za vrste radioaktivnega razpada je bilo ugotovljeno, da bi lahko električno ali magnetno polje po delih razdelili v tri tipe nosilcev. Zaradi pomanjkanja boljših izrazov so bili žarki razdeljeni po grškem abecednem redu alfa, beta in gama, ki se uporabljajo še danes. Čeprav je bil alfa razpad opažen le pri težjih elementih (atomsko število 52, telur in več), sta bili drugi dve vrsti razpada vidni v vseh elementih. Pri analizi narave upadanja je bilo razvidno iz smeri elektromagnetnih sil, da alfa žarkom določa pozitivni naboj, beta žarkom negativen naboj, gama žarki pa so bili nevtralni. Od velikosti deformacije je bilo jasno, da so bili alfa delci veliko bolj množični pri razkroju kot beta delci, kateri so se pokazali kot jedra helija. Drugi poskusi so pokazali podobnost med sevanjem beta in katodnimi žarki, ki povzročajo visoko energetsko elektromagnetno sevanje. Čeprav so alfa, beta, gama razredi najpogostejši, so bile s časom odkrite tudi druge vrste razkroja. Kmalu po odkritju nevtronov leta 1932 je Enrico Fermi odkril, da so nekatere redke reakcije razpada donos nevtronov kot razpad delcev. Izolirani protoni so bili tudi opaženi v nekaterih elementih.

## Čas razpadanja
Razpad nestabilnih jeder je povsem naključnen pojav, zato je nemogoče napovedati, kdaj bo atom v upadanju. Vendar pa je enako verjetno, da se upadanja dogajajo v vsakem trenutku. Zato je glede vzorec radioaktivnih izotopov število upadanja-dN pričakovati v majhenem intervalu dt časa. Če je N število atomov, potem je verjetnost razpadanja (-dN / N) sorazmerna z dt.
{\displaystyle \left(-{\frac {dN}{N}}\right)=\lambda \cdot dt.}
{\displaystyle t_{1/2}={\frac {\ln 2}{\lambda }}=\tau \ln 2.}

Posebna radioaktivna upadanja na različnih stopnjah imajo svojsko konstanto upadanja (λ). Negativni predznak označuje, da se N zmanjšuje z vsakim upadanjem. Rešitev tega prvega reda diferencialne enačbe je naslednja funkcija:

{\displaystyle N(t)=N_{0}\,e^{-{\lambda }t}=N_{0}\,e^{-t/\tau }=N_{0}\,2^{-t/t_{1/2}}.\,\!}

Primer ko je N0 vrednost N v času nič (t = 0). Druga enačba priznava, da je razlika konstanta upadanja λ na enoto časa 1/t lahko zastopana tudi kot 1 / τ, kjer je τ čas tega procesa. Ta lastnost se imenuje časovna konstanta procesa. V radioaktivnem razpadu ta proces časovne konstante pomeni tudi povprečno življenjsko dobo do propada atomov.

{\displaystyle \tau ={\frac {1}{\lambda }}.}

Prejšnja eksponentna funkcija na splošno predstavlja rezultat eksponentnega razpada. To pa je le približna rešitev. Prvič, eksponentna funkcija je stalno prisotna, vendar fizično N atomov razpada lahko izvede le nenegativna vrednost celega števila. Drugič, ker opisuje naključni proces je to statistično res. V večini primerov je N vrednost zelo velika, podobna avogadrovemu številu, zato je dobljena funkcija le približek.

## Spreminjanje stopnje upadanja
Številni poskusi so pokazali, da na stopnjo upadanja naravno prisotnih radioaktivnih izotopov , ne vplivajo zunanji pogoji, kot so temperatura, tlak, kemično okolje in električna, magnetna ali gravitacijskega polja. Primerjava laboratorijskih poskusov v zadnjem stoletju, študije naravnega jedrskega reaktorja Oklo, in astrofizikalnih svetilnosti razpadlih oddaljenih supernov,ki se je pojavili že davno, močno kažejo, da so bile stopnje upadanja konstantne (vsaj v omejitvah malih eksperimentalnih napak) v odvisnosti od časa, kot tudi.

Po drugi strani pa nekateri zadnji rezultati pa kažejo na možnost, da bi stopnje upadanja so zelo šibko odvisnost (0,1 % ali manj) na v okoljskih dejavnikih. Predlagano je bilo, da se meritve stopnje upadanja silicija-32, mangana-54 in radija-226 pojavijo malih merilna nihanja (približno 0,1 %), na katere ne vplivatudi učinek sonca in razdalja od njega.Vendar pa so bili pri meritvah meritvah
zelo dovzetni za sistematične napake-Izjema je upadanje na način znani kot zajetje elektronov z majhno število izotopov. Kemijske vezi lahko vplivajo na stopnjo zajetja elektronov v manjši meri (na splošno manj kot 1 %) glede na bližino elektronov v jedru.

## Razpolovna doba
Pogosteje uporabljen parameter je razpolovna doba.Glede na vzorec radioaktivnosti, je razpolovna doba čas, potreben da polovica radioaktivnih atomov izgine. Razpolovna doba je povezana s konstanto upadanja na naslednji način:

:{\displaystyle t_{1/2}={\frac {\ln 2}{\lambda }}=\tau \ln 2.}

Ta odnos med razpolovno dobo in konstanto upadanja kaže, da so visoka radioaktivna snovi hitro porabi, medtem ko se tiste snovi, ki izžarevajo slabo stanje dlje porabljajo.Razpolovne dobe radioaktivnih snovi se zelo razlikujejo med seboj, še posebej med zelo nestabilnimi radioaktivnim snovmi.

## Zapiski
```
  1. ^ a b "Decay and Half Life". 
http://www.iem-inc.com/prhlfr.html
. Retrieved 2009-12-14. 
  2. ^ This symbol is included in ISO 21482:2007. ISO International Standards are protected by copyright and may be purchased from ISO or its members (please visit www.iso.org for more information). ISO has not reviewed the accuracy or veracity of this information.
  3. ^ The mystery of varying nuclear decay, Physics World, October 2, 2008 Physicsworld.com
  4. ^ Perturbation of Nuclear Decay Rates During the Solar Flare of 13 December 2006, Astroparticle Physics, Volume 31, Issue 6, July 2009, Pages 407-411, preprint available at arXiv.org e-Print archive
  5. ^ J. H. Jenkins et al., Evidence of correlations between nuclear decay rates and Earth–Sun distance, Astroparticle Physics, Volume 32, Issue 1, August 2009, Pages 42–46. Preprint available at arXiv.org e-Print archive
  6. ^ E. B. Norman et al., Evidence against correlations between nuclear decay rates and Earth–Sun distance, Astroparticle Physics Volume 31, Issue 2, March 2009, Pages 135-137, available online at University of California, Berkeley
  7. ^ B.Wang et al., Euro. Phys. J. A 28, 375-377 (2006) Change of the 7Be electron capture half-life in metallic environments
```